# Carlos Rodríguez (panamski piłkarz)
Carlos Gabriel Rodríguez Orantes (ur. 12 kwietnia 1990 w mieście Panama) – panamski piłkarz występujący na pozycji lewego obrońcy, reprezentant Panamy.

## Kariera klubowa
Rodríguez jest wychowankiem klubu Chepo FC, w którego barwach zadebiutował w Liga Panameña de Fútbol już jako szesnastolatek. Po upływie dwóch sezonów, w styczniu 2008, udał się na wypożyczenie do urugwajskiego zespołu Defensor Sporting z siedzibą w stołecznym Montevideo. Podczas rozgrywek 2007/2008 wywalczył z nim mistrzostwo kraju, lecz nie potrafił wywalczyć sobie miejsca w pierwszym składzie i podczas sześciu miesięcy spędzonych w tej ekipie zaledwie trzykrotnie pojawiał się na ligowych boiskach. Po powrocie do ojczyzny występował w Chepo jeszcze przez trzy lata, nie odnosząc większych sukcesów, po czym został zawodnikiem Tauro FC z miasta Panama. Barwy klubu ze stolicy reprezentował z kolei przez pół roku, również nie notując w jego barwach żadnego osiągnięcia.
W styczniu 2012 Rodríguez razem ze swoim rodakiem Blasem Pérezem przeszedł do amerykańskiej drużyny FC Dallas. W tamtejszej Major League Soccer zadebiutował 11 marca 2012 w wygranym 2:1 meczu z New York Red Bulls, natomiast jedyną bramkę strzelił 14 lipca tego samego roku w konfrontacji z Colorado Rapids, również wygranej 2:1. Nie miał jednak pewnego miejsca w zespole, występując zarówno na lewej i prawej obronie, jak i na obydwóch stronach pomocy, a po zakończeniu sezonu odszedł z klubu. W późniejszym czasie po raz kolejny powrócił do Panamy, podpisując umowę ze swoim macierzystym Chepo FC, gdzie jednak tym razem spędził tylko sześć miesięcy bez poważniejszych sukcesów. Na początku 2014 roku po raz drugi w karierze został zawodnikiem stołecznego Tauro FC.

## Kariera reprezentacyjna
W 2007 roku Rodríguez został powołany przez szkoleniowca Julio Césara Dely Valdésa do reprezentacji Panamy U-20 na Młodzieżowe Mistrzostwa Świata w Kanadzie. Tam pełnił rolę podstawowego gracza drużyny, rozgrywając wszystkie trzy spotkania w pierwszym składzie, a Panamczycy zanotowali remis i dwie porażki, odpadając z rozgrywek już w fazie grupowej. W 2008 roku awaryjnie znalazł się w ogłoszonym przez trenera Alexandre Guimarãesa składzie reprezentacji Panamy U-23 na turniej kwalifikacyjny do Igrzysk Olimpijskich w Pekinie, w miejsce kontuzjowanego José Venegasa. Wystąpił wówczas we wszystkich trzech meczach, lecz jego kadra nie zdołała zakwalifikować się na olimpiadę. W 2010 roku został powołany do reprezentacji U-23 na Igrzyska Ameryki Środkowej i Karaibów, gdzie rozegrał jedno spotkanie, a turniej po fazie wstępnej został przerwany przez CONCACAF. Rok później wziął udział w pięciu meczach w ramach kwalifikacji do Igrzysk Olimpijskich w Londynie. Panamczycy zdołali awansować z rundy wstępnej, jednak we właściwych kwalifikacjach odpadli w fazie grupowej i znów nie dostali się na olimpiadę.
W seniorskiej reprezentacji Panamy Rodríguez zadebiutował za kadencji selekcjonera Dely Valdésa, 10 sierpnia 2011 w wygranym 3:1 meczu towarzyskim z Boliwią. W 2013 roku znalazł się w składzie na turniej Copa Centroamericana, gdzie rozegrał dwa spotkania, nie wpisując się na listę strzelców a jego drużyna zajęła ostatecznie piąte miejsce. Kilka miesięcy później został powołany na Złoty Puchar CONCACAF, podczas którego pełnił rolę podstawowego gracza swojego zespołu, rozgrywając pięć z sześciu spotkań, a 20 lipca, w wygranej 6:1 ćwierćfinałowej konfrontacji z Kubą, strzelił swojego premierowego gola w kadrze. Panamczycy natomiast zdołali dotrzeć w tych rozgrywkach aż do finału. W barwach narodowej ekipy brał również udział w ostatecznie dla niej nieudanych eliminacjach do Mistrzostw Świata 2014, rozgrywając w nich sześć meczów.